# Housemarque
A Housemarque Oy, Inc. é uma desenvolvedora finlandesa de jogos eletrônicos sediada em Helsinque, Uusimaa. Foi fundada em julho de 1995 por Ilari Kuittinen e Harri Tikkanen a partir da fusão da Bloodhouse e Terramarque, suas duas empresas anteriores. A Housemarque é a mais antiga companhia finlandesa de jogos eletrônicos ainda em atividade e já lançou diversos títulos em diferentes consoles, muitos deles em parceria com a Sony Interactive Entertainment até ser adquirida em 2021.

## História

### Predecessoras
A Bloodhouse e Terramarque foram fundadas em 1993, tornando-se as primeiras desenvolvedoras comerciais de jogos eletrônicos da Finlândia. A Bloodhouse foi fundada por Harri Tikkanen e lançou seu primeiro título, Stardust, ainda em 1993, com uma versão aprimorada intitulada Super Stardust estrelando logo no ano seguinte. A Terramarque, por sua vez, foi fundada por Ilari Kuittinen e Stavros Fasoulas. Este, na época, estava trabalhando em Galactic, um clone de Bubble Bobble, porém não conseguiu encontrar uma publicadora, assim acabou lançando seu jogo como um pacote junto com uma edição da revista britânica The One.
O primeiro jogo desenvolvido pela Terramarque foi Elfmania em 1994, recebido de forma mista. A companhia em seguida começou a trabalhar em P.I.D., que seria publicado pela Renegade Software. A produção do título foi interrompida depois do Amiga ser descontinuado; os membros da equipe discutiram se o jogo deveria ser convertido para o PlayStation, porém Fasoulas decidiu se aposentar da programação. Um demo de P.I.D. foi disponibilizado, mas o jogo completo nunca foi lançado.

### Housemarque
Kuittinen começou a trabalhar junto com Tikkanen em meados de dezembro de 1994, com as duas empresas se fundindo formalmente em 1995 para formar a Housemarque. Em junho eles conseguiram firmar uma parceria com a publicadora britânica GameTek para a publicação de seu título seguinte, Alien Incident. A Housemarque foi oficialmente registrada no dia 19 de julho de 1995. A Bloodhouse e a Terramarque estavam, na época de sua fusão, focando-se no desenvolvimento de jogos para computadores pessoais, assim a nova equipe combinada decidiu continuar a se focar exclusivamente nesse mercado em expansão. A empresa iniciou suas operações realizando trabalhos como freelancer, porém pararam de fazer isso depois de estabelecerem escritórios no bairro de Punavuori em Helsinque e começarem a contratar funcionários.
A primeira colaboração da Housemarque com a publicadora Sony Interactive Entertainment ocorreu em 2007, com o lançamento de Super Stardust HD exclusivamente para o PlayStation 3. Pela mais de década seguinte a empresa continuou colaborando com a Sony em vários títulos exclusivos para diferentes consoles, incluindo Returnal para PlayStation 5. Devido ao sucesso deste último e o histórico de colaboração entre as duas companhias, a Sony comprou a Housemarque em junho de 2021.

## Jogos
| Ano         | Titulo                  | Plataforma(s)                    | Publicadora                    |
| ----------- | ----------------------- | -------------------------------- | ------------------------------ |
| Bloodhouse  |                         |                                  |                                |
| 1993        | Stardust                | Amiga, Atari ST, MS-DOS          | Bloodhouse                     |
| 1994        | Super Stardust          | Amiga, Amiga CD32                | Team17                         |
| Terramarque |                         |                                  |                                |
| 1994        | Elfmania                | Amiga                            | Renegade Software              |
| Housemarque |                         |                                  |                                |
| 1996        | Alien Incident          | MS-DOS                           | GameTek                        |
| 1997        | The Reap                | Microsoft Windows                | Take-Two Interactive           |
| 1999        | Supreme Snowboarding    | Microsoft Windows                | Infogrames                     |
| 2002        | Transworld Snowboarding | Xbox                             | Infogrames                     |
| 2007        | Super Stardust HD       | PlayStation 3                    | Sony Computer Entertainment    |
| 2008        | Golf: Tee It Up!        | Xbox 360                         | Activision                     |
| 2008        | Super Stardust Portable | PlayStation Portable             | Sony Computer Entertainment    |
| 2010        | Dead Nation             | PlayStation 3                    | Sony Computer Entertainment    |
| 2011        | Outland                 | PlayStation 3, Xbox 360          | Ubisoft                        |
| 2012        | Furmins                 | iOS                              | Housemarque                    |
| 2012        | Super Stardust Delta    | PlayStation Vita                 | Sony Computer Entertainment    |
| 2013        | Resogun                 | PlayStation 4                    | Sony Computer Entertainment    |
| 2016        | Alienation              | PlayStation 4                    | Sony Interactive Entertainment |
| 2016        | Super Stardust Ultra VR | PlayStation VR                   | Sony Interactive Entertainment |
| 2017        | Nex Machina             | Microsoft Windows, PlayStation 4 | Housemarque                    |
| 2017        | Matterfall              | PlayStation 4                    | Sony Interactive Entertainment |
| 2021        | Returnal                | PlayStation 5                    | Sony Interactive Entertainment |